# Eurypon
Dans la mythologie grecque, Eurypon est un roi légendaire de Sparte, successeur de Soos.
Il passe, selon les auteurs, pour le fils de Soos lui-même ou bien de Proclès. Il laisse son nom définitif à la dynastie royale des Eurypontides, auparavant nommés Proclides.
Son fils Prytanis lui succède.

## Source
- Pausanias, Description de la Grèce [détail des éditions] [lire en ligne] (III, 7).